# 잉에 2세 (스웨덴)

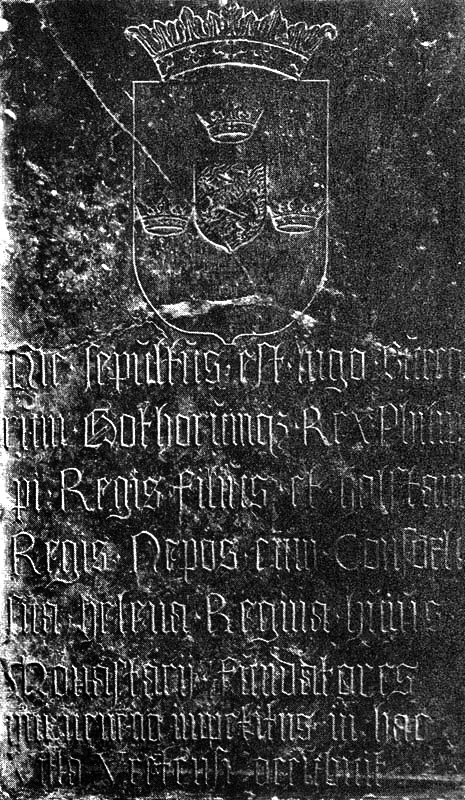
린셰핑의 브레타(Vreta) 수도원에 위치한 잉에 2세 국왕의 묘비의 탁본. 묘비의 내용은 정확하지는 않지만 교회 제단 근처에 잉에 2세와 필리프의 유골이 함께 매장되어 있음을 알려주고 있다.

잉에 2세(스웨덴어: Inge II, 생년 미상 ~ 1125년)는 스웨덴의 국왕(재위: 1110년경 ~ 1125년)이다. 스텡킬가 출신이며 연소자 잉에(스웨덴어: Inge den yngre 잉에 덴 윙레[*])라는 별칭으로 부르기도 한다.

## 생애
할스텐 국왕의 아들로 태어났다. 1110년경 자신의 형인 필리프 할스텐손(Filip Halstensson, 스웨덴의 필리프 국왕)과 함께 스웨덴의 공동 군주로 즉위했다. 1118년 필리프가 사망하면서 스웨덴의 유일한 국왕이 되었다.
베스테르예틀란드(Västergötland)의 법전인 《베스티에탈라겐》(Västgötalagen)에 따르면 잉에 2세는 독이 든 악마의 음료를 마시고 독살당했다고 한다. 1123년 노르웨이의 시구르 1세 국왕이 스몰란드를 침공하던 당시에 스웨덴의 잉에 2세 국왕은 생존해 있었지만 잉에 2세가 사망하면서 스텡킬가의 역사도 막을 내리게 된다.
| 전임 필리프 | 스웨덴의 국왕 1110년경 ~ 1125년경 필리프와 공동 군주 (1110년경 ~ 1118년) | 후임 랑발드 크납회브데, 망누스 1세 |